# Megan Schwamb
Megan « Meg » E. Schwamb, née en 1984, est une astronome ayant fait ses études aux États-Unis, obtenu un Bachelor of Arts en physique à l’université de Pennsylvanie en 2006, étudié l'astrophysique au California Institute of Technology sanctionné d'un Master of Science en 2008. Elle a terminé son cursus universitaire avec un doctorat en planétologie obtenu en 2011 également à Caltech.
Schwamb a travaillé à l'Institut d'astronomie et d'astrophysique de l'Académie chinoise de Taipei en République de Chine (Taïwan) de 2013 à 2016. Spécialiste des sednoïdes, elle a co-découvert plusieurs objets transneptuniens.
Depuis 2016, elle détient un poste d'assistance scientifique à l'observatoire Gemini tout en étant professeur assistante à l'université Queen's de Belfast.

## Objets célestes découverts
| Désignation             | Date              | Lieu                 | Co-découvreur(s)                         | Réf.  |
| ----------------------- | ----------------- | -------------------- | ---------------------------------------- | ----- |
| (187661) 2007 JG43      | 10 mai 2007       | Observatoire Palomar | Mike Brown et David L. Rabinowitz        | [ 2 ] |
| (225088) Gonggong       | 17 juillet 2007   | Observatoire Palomar | Mike Brown et David Rabinowitz           | [ 3 ] |
| (229762) Gǃkúnǁʼhòmdímà | 17 juillet 2007   | Observatoire Palomar | Michael Brown et David Rabinowitz        | [ 4 ] |
| (386096) 2007 PR44      | 7 août 2007       | Observatoire Palomar | Mike Brown                               | —     |
| (523618) 2007 RT15      | 11 septembre 2007 | Observatoire Palomar | Mike Brown et David Rabinowitz           | —     |
| (315530) 2008 AP129     | 11 janvier 2008   | Observatoire Palomar | Mike Brown                               | [ 6 ] |
| (305543) 2008 QY40      | 25 août 2008      | Observatoire Palomar | Mike Brown et David Rabinowitz           | [ 7 ] |
| (504555) 2008 SO266     | 24 septembre 2008 | Observatoire Palomar | Mike Brown et David Rabinowitz           | —     |
| (523629) 2008 SP266     | 26 septembre 2008 | Observatoire Palomar | Mike Brown et David Rabinowitz           | —     |
| (528381) 2008 ST291     | 24 septembre 2008 | Observatoire Palomar | Mike Brown et David Rabinowitz           | —     |
| (382004) 2010 RM64      | 9 septembre 2010  | La Silla             | David Rabinowitz et Suzanne Tourtellotte | —     |
| (471196) 2010 PK66      | 14 août 2010      | La Silla             | David Rabinowitz et Suzanne Tourtellotte | —     |
| (499522) 2010 PL66      | 14 août 2010      | La Silla             | David Rabinowitz et Suzanne Tourtellotte | —     |
| (471210) 2010 VW11      | 3 octobre 2010    | La Silla             | David Rabinowitz et Suzanne Tourtellotte | —     |
| (445473) 2010 VZ98      | 12 novembre 2010  | La Silla             | David Rabinowitz et Suzanne Tourtellotte | —     |
| (554099) 2012 KU50      | 18 mai 2012       | La Silla             | Aucun                                    | [ 8 ] |
| (508338) 2015 SO20      | 8 octobre 2015    | La Silla             | Aucun                                    | —     |